# Брезє-при-Довшкем
Брезє-при-Довшкем (словен. Brezje pri Dovškem) — поселення в общині Кршко, Споднєпосавський регіон, Словенія. Висота над рівнем моря: 326,3 м.